# Província de Taza
La província de Taza (àrab: إقليم تازة, iqlīm Tāza; amazic: ⵜⴰⵙⴳⴰ ⵏ ⵜⴰⵣⴰ, tasga n Taza) és una de les províncies del Marroc, fins 2015 part de la regió de Taza-Al Hoceima-Taounate i actualment de la de Fes-Meknès. Té una superfície de 6.097 km² i 528.419 habitants censats en 2014. La capital és Taza. Al sud del territori s'hi troba el parc nacional de Tazekka. Situada al nord-est del Marroc, limita al nord amb les províncies d'Al Hoceïma i de Driouch, a l'est amb les províncies de Driouch i de Guercif, al sud amb la província de Sufruy i a l'oest amb les províncies de Sufruy i de Tanouate.

## Divisió administrativa
La província de Taza consta de 5 municipis i 43 comunes:
| Nom                 | Codi geogràfic | Tipus        | Habitatges | Població | Estrangers | Locals | Notes                                                                                        |
| ------------------- | -------------- | ------------ | ---------- | -------- | ---------- | ------ | -------------------------------------------------------------------------------------------- |
| Aknoul              | 561.01.01.     | Municipi     | 847        | 4066     | 1          | 4065   |                                                                                              |
| Oued Amlil          | 561.01.05.     | Municipi     | 1510       | 8246     | 0          | 8246   |                                                                                              |
| Tahla               | 561.01.07.     | Municipi     | 4879       | 25655    | 3          | 25652  |                                                                                              |
| Taza                | 561.01.11.     | Municipi     | 27798      | 139686   | 187        | 139499 |                                                                                              |
| Ajdir               | 561.03.01.     | Comuna rural | 2314       | 12627    | 1          | 12626  | 1451 residents viuen al centre, anomenat Ajdir; 11176 residents viuen en zones rurals.       |
| Bourd               | 561.03.03.     | Comuna rural | 1607       | 9831     | 0          | 9831   |                                                                                              |
| Gzenaya Al Janoubia | 561.03.05.     | Comuna rural | 2038       | 11860    | 0          | 11860  |                                                                                              |
| Jbarna              | 561.03.07.     | Comuna rural | 622        | 3456     | 0          | 3456   |                                                                                              |
| Sidi Ali Bourakba   | 561.03.09.     | Comuna rural | 1856       | 10500    | 0          | 10500  |                                                                                              |
| Tizi Ouasli         | 561.03.11.     | Comuna rural | 1516       | 8385     | 0          | 8385   | 1695 residents viuen al centre, anomenat Tizi Ouasli; 6690 residents viuen en zones rurals.  |
| Bni Frassen         | 561.07.01.     | Comuna rural | 4386       | 28014    | 0          | 28014  |                                                                                              |
| Bouchfaa            | 561.07.03.     | Comuna rural | 1694       | 10703    | 2          | 10701  |                                                                                              |
| Bouhlou             | 561.07.05.     | Comuna rural | 1461       | 9259     | 0          | 9259   |                                                                                              |
| Ghiata Al Gharbia   | 561.07.07.     | Comuna rural | 3401       | 23447    | 2          | 23445  |                                                                                              |
| Oulad Zbair         | 561.07.09.     | Comuna rural | 2841       | 18933    | 0          | 18933  | 4193 residents viuen al centre, anomenat Oulad Zbair; 14740 residents viuen en zones rurals. |
| Rbaa El Fouki       | 561.07.11.     | Comuna rural | 1261       | 8498     | 0          | 8498   |                                                                                              |
| Ait Saghrouchen     | 561.09.01.     | Comuna rural | 2888       | 16362    | 0          | 16362  |                                                                                              |
| Bouyablane          | 561.09.03.     | Comuna rural | 468        | 3534     | 0          | 3534   |                                                                                              |
| Maghraoua           | 561.09.05.     | Comuna rural | 1509       | 10406    | 0          | 10406  |                                                                                              |
| Matmata             | 561.09.07.     | Comuna rural | 2035       | 11874    | 9          | 11865  | 2194 residents viuen al centre, anomenat Matmata; 9680 residents viuen en zones rurals.      |
| Smià                | 561.09.09.     | Comuna rural | 1333       | 8099     | 0          | 8099   |                                                                                              |
| Tazarine            | 561.09.11.     | Comuna rural | 483        | 3465     | 0          | 3465   |                                                                                              |
| Zrarda              | 561.09.13.     | Comuna rural | 1785       | 10092    | 0          | 10092  | 3860 residents viuen al centre, anomenat Zrarda; 6232 residents viuen en zones rurals.       |
| Bni Ftah            | 561.11.01.     | Comuna rural | 1819       | 12378    | 0          | 12378  |                                                                                              |
| Brarha              | 561.11.03.     | Comuna rural | 1349       | 9065     | 0          | 9065   |                                                                                              |
| El Gouzate          | 561.11.05.     | Comuna rural | 1240       | 7710     | 0          | 7710   |                                                                                              |
| Kaf El Ghar         | 561.11.07.     | Comuna rural | 1739       | 10343    | 0          | 10343  |                                                                                              |
| Msila               | 561.11.09.     | Comuna rural | 1626       | 10153    | 0          | 10153  |                                                                                              |
| Taifa               | 561.11.11.     | Comuna rural | 1468       | 8808     | 0          | 8808   |                                                                                              |
| Tainaste            | 561.11.13.     | Comuna rural | 1852       | 11246    | 1          | 11245  | 1905 residents viuen al centre, anomenat Tainaste; 9341 residents viuen en zones rurals.     |
| Traiba              | 561.11.15.     | Comuna rural | 1259       | 8073     | 0          | 8073   |                                                                                              |
| Bab Boudir          | 561.13.01.     | Comuna rural | 898        | 6100     | 1          | 6099   |                                                                                              |
| Bab Marzouka        | 561.13.03.     | Comuna rural | 3173       | 20846    | 0          | 20846  |                                                                                              |
| Bni Lent            | 561.13.05.     | Comuna rural | 2188       | 13678    | 0          | 13678  |                                                                                              |
| Galdamane           | 561.13.07.     | Comuna rural | 3372       | 21111    | 1          | 21110  |                                                                                              |
| Meknassa Acharqia   | 561.13.09.     | Comuna rural | 1266       | 7532     | 0          | 7532   |                                                                                              |
| Meknassa Al Gharbia | 561.13.11.     | Comuna rural | 657        | 4070     | 0          | 4070   |                                                                                              |
| Oulad Chrif         | 561.13.13.     | Comuna rural | 1403       | 10439    | 0          | 10439  |                                                                                              |